# Bańkowszczyzna
Bańkowszczyzna – wieś w Polsce położona w województwie lubelskim, w powiecie chełmskim, w gminie Rejowiec.
W latach 1975–1998 miejscowość administracyjnie należała do województwa chełmskiego. Od 1 stycznia 2006 wchodzi w skład powiatu chełmskiego (przedtem krasnostawskiego).
Wieś jest sołectwem w gminie Rejowiec. Według Narodowego Spisu Powszechnego z roku 2011 wieś liczyła 50 mieszkańców i była 22. co do liczby ludności miejscowością gminy.